# Patricia Chirinos
Patricia Rosa Chirinos Venegas (Callao, 19 de julio de 1975) es una política peruana de postura conservadora. Es congresista de la república para el periodo parlamentario 2021-2026. Trabajó como reportera para el programa Magaly TeVe, fue alcaldesa del distrito de La Perla desde 2015 hasta el 2018 y se encargó de consejera regional del Callao.

## Biografía
Nació en el Callao el 19 de julio de 1975. Es hija del abogado constitucionalista y excongresista Enrique Chirinos Soto y de Rosa Venegas.
Realizó sus estudios de primaria en el Colegio Santa Martha y los de secundaria en el Colegio América, ambos en el Callao.  
Entre 1995 y 2000, cursó la carrera de Comunicación en la Universidad de Lima. Luego de lo cual, se desempeñó como reportera en el programa de farándula Magaly TeVe, de la conductora Magaly Medina.
Se casó, en junio del 2019, con el magnate peruano Luis León Rupp, dueño del emblemático Gran Hotel Bolívar y del Grupo Volcán. Enviudó tan solo año y medio después, en diciembre del 2020.

## Carrera política
Patricia Chirinos se inicia en el ámbito política cuando postula como regidora del Callao en las elecciones municipales del 2006 y resulta elegida para el periodo 2006-2010.
En el 2010, fue elegida como consejera regional del Callao para el periodo 2011-2014.

### Alcaldesa de La Perla
En las elecciones municipales de 2014, Chirinos postuló a la alcaldía del distrito de La Perla por el Movimiento Independiente Chim Pum Callao. Resultó elegida como alcaldesa, convirtiéndose así en la primera mujer en ser alcaldesa del distrito, para el periodo municipal 2015-2018.
Se le inició un proceso de investigación que fue interrumpido debido a la sustracción, seis meses antes de culminar su gestión, de documentos en los despachos de Alcaldía, Subgerencia de logística, Subgerencia de Contabilidad, Subgerencia de Recursos Humanos y la Subgerencia del Programa del Vaso de Leche.
En febrero del 2019, renunció a Chim Pum Callao luego de alejarse por la falta de respaldo político y logístico durante su gestión municipal.

### Congresista de la República
Para las elecciones generales de 2021, integró el equipo político del candidato presidencial Hernando de Soto de Avanza País, y también postuló al Congreso en representación del Callao. Resultó electa congresista de la república para el periodo parlamentario 2021-2026.
El 26 de julio del 2021, Chirinos fue elegida tercera vicepresidenta del Congreso, bajo la presidencia de Maricarmen Alva, para el periodo legislativo 2021-2022.

## Controversias

### Posturas radicales
La congresista chalaca es abiertamente detractora de Pedro Castillo al mostrarse que «la población ya no respeta al presidente». Dentro de la crisis política, ella interrumpió la sesión y gritó «corrupto» durante el mensaje a la nación del 2022. En mayo del 2022, Chirinos fue blanco de críticas tras burlarse del físico de la entonces ministra Betssy Chávez durante una sesión de interpelación, cuya moción de censura presentada por Silvana Robles fue rechazada.
En 2021 la congresista calificó de «terruco» al congresista de Perú Libre Guillermo Bermejo, quien criticó su pasado electoral. En abril de 2022, la congresista arremetió nuevamente a Guillermo Bermejo llamándole «terrorista boca sucia» cuando este cuestionó el legado de Luis Giampietri, exvicepresidente vinculado a Vladimiro Montesinos. Chirinos, quien se reunió con colectivos de exmilitares identificados de radicales, posteriormente elaboró un proyecto de ley para declarar a Giampietri de héroe nacional.
Luego de la vacancia de Pedro Castillo, la parlamentaria mostró su simpatía a la nueva presidenta Dina Boluarte, pero optó posteriormente por apoyar en su vacancia por supuestamente encubrir al prófugo judicial Vladimir Cerrón (líder de Perú Libre). Por otro lado, la congresista denunció a Guido Bellido por supuestas declaraciones misóginas, pero en 2023, la Fiscalía Provincial Corporativa Especializada en Violencia Contra la Mujer archivó tal denuncia.
Fuera de Perú, recibió una invitación del Instituto Interamericano para la Democracia, una institución afiliada a Atlas Network y cuyo director es promotor de la conspiración de fraude electoral. A nivel internacional, manifestó su apoyo a Javier Milei, en que se reunió con personas vinculadas al político en la Argentina para supuestamente verificar «las reglas democráticas y la verdadera voluntad popular» en los comicios presidenciales. Además, participó en el evento de partido de extrema derecha Vox en España.

### Proyecto de ley para juicio político contra la Junta Nacional de Justicia
En 2023, Chirinos creó una moción del día para proceder con una investigación sumaria hacia la Junta Nacional de Justicia (JNJ): la moción 7565. Este establece un juicio político por parte de una comisión parlamentaria, liderada por el partido político conservador Perú Libre. La realización de un juicio político está permitido bajo el artículo 157 de la Constitución de 1993, siempre que las personas acusadas hayan cometido un falta muy grave.
Sin embargo, el proyecto de ley no estuvo exento de polémica, principalmente por cuestionar arbitrariamente la institucionalidad de la JNJ, debido a que Chirinos mostró posturas críticas del progresismo. Además de acusar a la JNJ de «herramienta política», fue responsable del retiro de la partida presupuestaria de 2.8 millones de soles, necesarios para sostener a la institución. La fiscal de la nación, Patricia Benavides, al citar por estar involucrada en las investigaciones por la JNJ en su contra, prefirió no recurrir su investigación por resultar «ingenuo y malicioso». La presidenta del organismo autónomo, Imelda Tumialán, comparó con la destitución de los magistrados del Tribunal Constitucional del Perú sustentado por Enrique Chirinos en 1997.
La Asociación Civil Transparencia, el sistema de Naciones Unidas en Perú, la Unión Internacional de Magistrados, el periodista César Hildebrandt, entre otros, mostraron su preocupación. Además, que solicitaron activar la Carta Democrática Interamericana por considerar un «golpe parlamentario a la institucionalidad democrática». En respuesta a las declaraciones de las ocho embajadas extranjeras en Perú, que también mostraron su preocupación, Chirinos pidió al Ministerio de Relaciones Exteriores «convocar a los jefes de misión en el acto y expresarles el malestar del Estado peruano».

### Supuestos vínculos con el Ministerio Público para remover a la fiscal Zoraida Ávalos
En noviembre de 2023, la integrante de Avanza País fue involucrada en una investigación sobre una presunta organización delictiva liderada por la fiscal de la Nación, Patricia Benavides. Las conversaciones con el asesor de Benavides revelaron que Chirinos mantenía una relación estrecha con la autoridad del Ministerio Público, quien la apodó como «la Dama de Hierro» según Perú 21. Una de las conversaciones relevadas a la prensa indicaba que la congresista había logrado obtener los votos del Bloque Magisterial para la remoción de la fiscal Zoraida Ávalos, quien antecedió a Benavides.
Tras la difusión de estas conversaciones, Chirinos acusó a la «casta caviar» de difundir acusaciones en su contra, y responsabilizó al expresidente Martín Vizcarra de ordenar la detención de Patricia Benavides como «[líder] de la mafia» sin evidencia alguna. Además, se ausentó temporalmente del pleno parlamentario mientras que la congresista Sigrid Bazán sustentaba una denuncia constitucional.
Tras revelarse los vínculos políticos, en 2024, la fiscal suprema Delia Espinoza inició una investigación contra Chrinos y Patricia Benavides por promover una denuncia contra los jueces que dictaron una acción de amparo a favor de la JNJ, el 7 de noviembre del 2023. Asimismo, se le acusa dentro de la disposición fiscal, de captar votos de congresistas, como intermediaria de Patricia Benavides, para la remoción de los miembros de la Junta Nacional de Justicia y para la inhabilitación de la exfiscal suprema, Zoraida Avalos, a cambio de archivar las investigaciones que se manejan dentro del Ministerio Público, junto con la congresista, Martha Moyano.

### Caso Wilbur Castillo
Chirinos es también cuestionada sobre el caso de asesinato contra Wilbur Castillo, expresidiario y trabajador del Gobierno Regional del Callao que denunció varios casos de chuponeo en la comuna chalaca. Según el hermano de Castillo, denunció públicamente a Chirinos de haber amenazado de muerte a su hermano y a su familia. Según los testimonios, esta amenaza se debió a que Wilbur Castillo habría denunciado un audio de Chirinos con el cuestionado Félix Moreno sobre un tema de mafias en el Callao.
El medio Sudaca descubrió una declaración de Castillo, como un testigo protegido, sobre la presunta participación de Chirinos en la organización delictiva Barrio King bajo el alias «Woman del Callao».

### Otros cuestionamientos
La historiadora Carmen Mc Evoy criticó la falta de medidas para contrarrestar la corrupción cuando fue alcaldesa. Entre sus varios cuestionamientos estuvo la contratación de asesora a Gloria Lara Ávila, militante de Chim Pum Callao y aportante para la campaña de Chirinos, quien está denunciada y con pedido de diez años de cárcel por el delito de peculado.
Chirinos es una de las representantes con mayor ausencia en su semana de representación debido a las solicitudes de conceder una licencia ante el Congreso, 12 de ellas concedidas en sus primeros dos años y medio.  Asimismo, en su registro migratorio, solo en el 2023 la parlamentaria salió o regresó desde España en siete oportunidades y en general, en 34 ocasiones.
En septiembre de 2022, el Jurado Nacional de Elecciones evidenció que Chirinos sí infringió las normas de neutralidad electoral por manifestarse en un evento proselitista a favor de dos candidatos de su partido político, Alianza País. Estos candidatos señalados postularon para el municipio de Ventanilla y el Gobierno Regional del Callao. Chirinos reconoció tal infracción.
En septiembre de 2023, la parlamentaria reconoció contratar a Adrián Villafuerte, exconsejero en temas de defensa del expresidente Ollanta Humala y vinculado con el círculo personal de Vladimiro Montesinos, como su asesor.
En octubre de 2024, viajó a los Estados Unidos para dar su apoyo a Donald Trump en su campaña para las elecciones del mismo año. Esto motivó críticas debido a que viajó a pesar de la crisis de inseguridad vivida en el Perú.
En abril de 2025, Patricia Chirinos fue considerada por la Pontificia Universidad Católica del Perú como la congresista que apoyó más leyes a favor de organizaciones criminales a causa de la crisis de seguridad en el país. Chirinos hizo caso omiso y prefirió calificar de «caviar» a la PUCP por considerar que dicha afirmación era «fuera de lugar».